# نشان ملی گرینلند
نشان ملی گرینلند شامل زرهی آبی رنگ است که بر روی آن نقش خرسی قطبی وجود دارد که پنجه چپش را بالا گرفته است. چرا که ساکنان بومی گرینلند معتقدند که خرس‌های قطبی چپ‌دست هستند. این نشان از ۱ مه ۱۹۸۹ توسط حکومت گرینلند مورد استفاده قرار گرفته است.